# Jordan Jaime Plata
Jordan Andrés Jaime Plata (Guayaquil, Provincia del Guayas, Ecuador, 28 de octubre de 1995) es un futbolista ecuatoriano. Juega de defensa central y su equipo actual es el Club Sport Emelec de la Serie A de Ecuador.

## Trayectoria

### Rocafuerte Fútbol Club
Jordan Jaime se inicia en las formativas del Rocafuerte FC en el año 2010, demostrando su tesón como comandante en la defensa como central, es así, que a su corta edad forma parte de la lista de 21 jugadores del técnico Javier Rodríguez para formar parte de la selección de Ecuador jugó en el Mundial Sub-17 de México, el 18 de junio al 10 de julio. debutó en este torneo el 20 de junio frente a Alemania en Querétaro, luego se medió ante Panamá el 23 de junio, también en Querétaro y terminó su participación en la primera etapa ante Burkina Faso el 26 de junio en Guadalajara.
En este Mundial, Ecuador se clasificó a octavos de final y en la fase de grupos, Jordan Jaime anotó un gol ante la selección de Panamá. Jaime, ha sido seleccionado de Ecuador en diferentes categorías. Con la selección Sub-17, disputó el torneo sudamericano de esa categoría, teniendo una destacada participación que le dio el pase al Mundial México 2011.

### Club Sport Emelec
El Club Sport Emelec pensando en procesos al momento de realizar contrataciones con proyección y reforzó sus líneas con este joven promesa para su zaga, es así que la dirigencia eléctrica cerró el fichaje del jugador Jordan Andrés Jaime Plata, quien por sus notable talento en el Rocafuerte FC como central o como carrilero por derecha, ha jugado con la Selección de Ecuador los Sudamericanos Sub-17 y el Mundial de la misma categoría en el año 2011, donde tuvo una gran actuación con la Tricolor e incluso anotó un gol en el partido ante Panamá. Jordan Jaime fue contratado al cuadro Millonario por 1 año con opción a compra.
Para la temporada 2015 por su alto rendimiento el Emelec anunció la compra definitiva de los derechos deportivos y federativos del jugador Jordan Andrés Jaime Plata. Esta gran promesa del fútbol ecuatoriano, quien llegó a Emelec a mediados del año 2014 procedente de Rocafuerte F.C., club al que Emelec adquirió los derechos deportivos de este futbolista.

## Selección nacional

### Categorías inferiores
Cuando corría tras un balón en el suburbio de Guayaquil, Jordan Jaime se imaginaba en una gran cancha jugando fútbol profesionalmente; y entre sueños se visualizó anotando un gol en un mundial. A sus 15 años lo cumplió. La clasificación a octavos de final del Mundial México Sub-17, donde los ecuatorianos se medieron contra Brasil, en el estadio Guadalajara.
Jaime otorgó un gran paso en este campeonato, en el que solo 8 de 16 selecciones pasaron a la siguiente ronda, con la derrota ante Alemania por 6 goles a 1 la situación era delicada, en el siguiente partido vencieron a Panamá, y fue precisamente Jaime quien marcó el gol del empate. A Brasil ya lo enfrentaron en el Sudamericano que se desarrolló en Ecuador, donde los ‘garotos’ se llevaron la victoria por 3 goles a 1 ante los ‘tricolores’. Contrario a lo que ocurrió con los rivales de la primera fase de este Mundial, a Brasil ya lo conoce.

#### Participaciones en Sudamericanos
| Campeonato                  | Sede    | Resultado    | Partidos | Goles |
| --------------------------- | ------- | ------------ | -------- | ----- |
| Sudamericano Sub-17 de 2011 | Ecuador | Cuarto lugar | 7        | 0     |

#### Participaciones en Copas del Mundo
| Campeonato                  | Sede   | Resultado        | Partidos | Goles |
| --------------------------- | ------ | ---------------- | -------- | ----- |
| Copa Mundial Sub-17 de 2011 | México | Octavos de final | 4        | 1     |

## Clubes
| Club          | País    | Año             |
| ------------- | ------- | --------------- |
| Rocafuerte FC | Ecuador | 2010 - 2013     |
| Emelec        | Ecuador | 2014 - Presente |

## Palmarés

### Campeonatos nacionales
| Título                 | Club   | País    | Año  |
| ---------------------- | ------ | ------- | ---- |
| Campeonato Ecuatoriano | Emelec | Ecuador | 2014 |
| Campeonato Ecuatoriano | Emelec | Ecuador | 2015 |
| Serie A de Ecuador     | Emelec | Ecuador | 2017 |

### Distinciones individuales
| Distinción                               | Club              | País    | Año  |
| ---------------------------------------- | ----------------- | ------- | ---- |
| Mejor Defensa Copa Mundial Sub-17 2011   | Selección Ecuador | Ecuador | 2014 |
| 11 Ideal del Campeonato Ecuatoriano 2014 | Emelec            | Ecuador | 2014 |